# Volkswagen Logus
El Volkswagen Logus, es un automóvil de turismo del segmento C, fabricado en Brasil por el holding regional Autolatina, representante de la marca alemana Volkswagen para el mercado automotor del Mercosur.
Este vehículo perteneció una serie de desarrollos locales llevados adelante por Autolatina, los cuales conjugaban en su estructura las tecnologías de las marcas Volkswagen y Ford, a las que este holding representaba. El automóvil, era un sedán de 2 puertas desarrollado sobre la plataforma del tándem Ford Escort/Verona y fue producido y comercializado exclusivamente en los mercados de Brasil y Uruguay, donde reemplazó al modelo Volkswagen Apollo, el cual era la versión del Ford Verona producido bajo la insignia de Volkswagen.
Además de reemplazar al Apollo como modelo del segmento C, la producción del Logus fue complementada con la del hatchback Volkswagen Pointer, presentado en 1994, pero que a diferencia del Logus, ofrecía puertas de acceso a las plazas traseras siendo esta su única versión.
Su producción comenzó en 1993 y se supendió en 1996 tras la disolución del holding Autolatina.  A pesar de este cierre, su posición en el segmento había quedado vacante hasta la llegada en 1999 del modelo Volkswagen Bora, producido en Argentina.

## Historia

### Antecedente

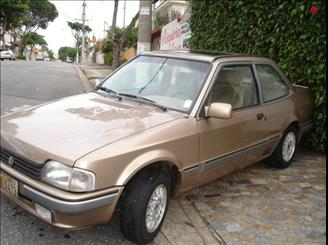
Volkswagen Apollo, predecesor del Logus

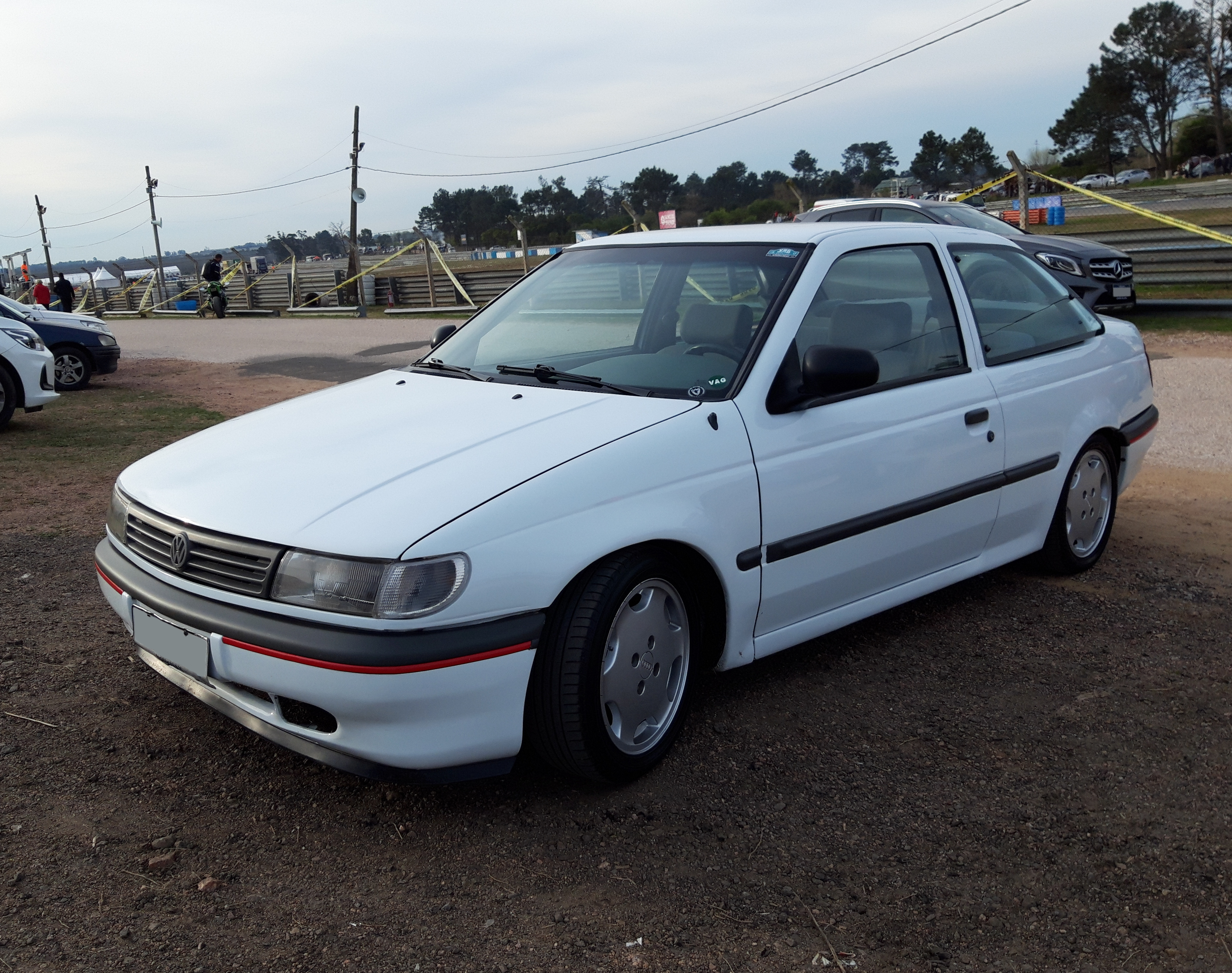
Vista en perspectiva

En 1987, las filiales regionales de Volkswagen y Ford en Argentina y Brasil, deciden unificar sus acciones con el fin de abaratar costos de producción como consecuencia una crisis económica en el sector automotor. De esta forma, se constituyó Autolatina con un reparto de acciones del 51 % para Volkswagen y el 49 % para Ford. Anteriormente a la creación de Autolatina, Ford poseía una baja participación en el mercado, en el cual ofrecía en su gama al Ford Corcel, un vehículo mediano basado en el modelo Renault 12 y cuya mecánica ya se encontraba obsoleta. Al mismo tiempo, otro producto presentado era el Ford Del Rey, un automóvil del segmento D pero que sin embargo, fue diseñado a partir de la plataforma y mecánica del Corcel. El resultado fue un vehículo con un desempeño pobre, producto de la implementación de un motor relativamente pequeño para lo que se pretendía con el Del Rey. La creación de Autolatina supuso dos avances de importancia para Ford: Primeramente, el acceso a la moderna tecnología de Volkswagen le permitió renovar la gama de motores para el Del Rey, pasando a ocupar los nuevos impulsores AP1800 de origen Audi, que equipaban a los Volkswagen Santana y Quantum. Y por otro lado, la evolución del mercado presentaba al Corcel como un coche ya obsoleto para el consumidor, por lo que era necesaria una renovación de imagen. La respuesta llegó con el advenimiento de esta fusión, cuando a partir de 1987 comenzó primeramente la producción del Ford Escort. Sin embargo, teniendo en cuenta la oferta que Ford poseía en otros países, Autolatina comenzó con el desarrollo de un nuevo automóvil basado en el modelo Ford Orion, el cual era la versión tricuerpo del Escort en otros mercados. El resultado de este desarrollo fue el Ford Verona, un automóvil que no era otra cosa más que la versión 2 puertas del Orion, aunque a diferencia del modelo producido en Inglaterra, continuó siendo equipado con el impulsor CHT del antiguo Corcel. A todo esto, la presentación del Verona fue aprovechada por Volkswagen para buscar el desarrollo de un sedán mediano que cubra el espacio generacional que existía entre el Volkswagen Gol y el Santana. De esta forma y también como producto del trabajo en conjunto de las dos empresas, en 1990 fue presentado el Volkswagen Apollo, un desarrollo 100 % local que no era otra cosa más que el mismo Ford Verona, pero con impulsores de la VW. Con el paso del tiempo, tanto el Verona como el Apollo pasaron a compartir mecánicas, sin embargo el Apollo se destacaba sobre su gemelo por su caja de cambios de relación más corta, lo que a pesar de permitirle un mejor desempeño, provocaba una menor eficiencia en cuanto al consumo de combustible. La producción y venta de estos sedanes continuó hasta el año 1992, sin embargo el Verona pasó a mudar de generación, poniéndose en consonancia con el modelo Orion europeo, mientras que el Apollo fue discontinuado, por lo que fue necesario el desarrollo de un nuevo modelo que nuevamente cubra el bache tecnológico entre el remozado Gol y el renovado Santana.

### Desarrollo y lanzamiento del Logus
La discontinuación de la gama Verona/Apollo, que no era otra cosa más que la versión brasileña coupé de la segunda generación del Orion europeo, supuso la renovación del modelo de Ford en el mercado sudamericano, donde en Brasil pasó a ser producido respetando el diseño original del Orion, incorporando puertas de acceso a las plazas traseras, mientras que en Argentina hacía su estreno absoluto, aunque con el nombre Orion desde su lanzamiento mismo. Sin embargo, la problemática pasaría a las filas de Volkswagen, quienes con el cese de la producción del Apollo volvieron a quedarse sin un modelo dentro del segmento C. Fue así que tras la renovación generacional de la gama Escort/Verona, Volkswagen volvió a recurrir a la fórmula empleada para el desarrollo del Apollo, aunque en esta oportunidad buscando desarrollar un modelo que tenga la menor cantidad de atributos posibles de los modelos de su socio Ford. Para el proyecto, el modelo elegido fue el Ford Escort de 5ª generación, en su versión coupé de 3 puertas, cuyo diseño fue reformulado por el centro de diseño Ghia Design, en Turín Italia y fue finalizado en los estudios de diseño de Volkswagen de Brasil, con el liderazgo del diseñador Luiz Alberto Veiga. El resultado fue un sedán de 2 puertas, solución a la que se llegó para evitar un posible conflicto de mercado con el modelo Verona, el cual a partir de 1993 pasó a ser ofrecido en versión 4 puertas, terminando de emparentarse con su modelo matriz, el Orion. Los principales cambios realizados al Escort para llegar al nuevo modelo tuvieron lugar en la trompa del coche, la cual fue reemplazada por un diseño de sección más redondeada, mientras que en la parte trasera se prescindió del portón trasero, el cual fue reemplazado por una luneta fija además de ser estirado su baúl unos centímetros más, lo que le terminó de dar un diseño que alcanzaba un coeficiente aerodinámico Cx de 0,32, uno de los más bajos de la época. Finalmente, el lanzamiento se produjo en marzo del año 1993, siendo denominado como Volkswagen Logus. Sus primeras versiones eran conocidas como CL (básica), GL (intermedio) y GLS (full). La primera, con pocas opciones de equipamiento, presentó dos opciones de motorización, siendo la primera un impulsor AE1600 de 1.6 litros, presentado por Ford como reemplazante del CHT, y la segunda con el impulsor Audi AP1800 de 1.8 litros y utilizado por otros productos de Volkswagen y Ford. Por su parte, tanto el GL como el GLS presentaban equipamientos tecnológicos de diversa índole, aunque en ambos casos únicamente fueron equipados con impulsores AP1800.

## Versiones
- CL/CLi*
- GL/GLi*
- GLS/GLSi*
- Wolfsburg Edition

(*) Hasta 1995 todavía existían versiones con carburador. Para diferenciación, las versiones con inyección electrónica se identificaban con la letra "i".

## Diseño Conjunto
El Pointer/Logus fue diseñado por un equipo de técnicos brasileños en los estudios de Ghia Design, en Turín, Italia. Luego se lo llevó al túnel de viento de VW en Wolfsburg, Alemania, donde se comprobó un área trasera comprometida, precisamente en la terminación del portón. Por esa razón se le agregó un spoiler pequeño, de 6mm, para mejorar la adherencia, consiguiendo de esta forma un buen Cx para su clase: 0,35.
Los Pointer y Logus tienen carrocerías hatchback de cinco puertas y sedán de dos puertas respectivamente. Sus motorizaciones son todas de gasolina y cuatro cilindros en línea, de 1.6, 1.8 y 2.0 litros de cilindrada. Las dos primeras fueron producidas en Argentina y Brasil, y este último además la versión 2.0.
El estilo del Pointer de Autolatina fue por demás particular. Su línea fue bien cuidada hasta en los mínimos detalles como manijas de aperturas de puertas, espejos exteriores, spoiler delanteros con rompenieblas integrados, llantas deportivas, etc. Desde el parabrisas hacia atrás tiene un diseño que agrada a todo el mundo. Sin ángulos vivos, con amplia superficie vidriada y cola hatch alta, conforman un sector muy estilizado. La trompa, si bien es lanzada y moderna, remata en una parrilla con luces horizontales no tan agradables. De cualquier forma llamó bastante la atención en la calle y muchos se sorprendieron al ver un VW de estas características.
El interior de este Volkswagen fue realmente un trabajo de sofisticación. El panel es envolvente y con un diseño que logra incluir hasta la consola; de estilo alemán, sobrio y eficiente. Los instrumentos a aguja son velocímetro, cuentavueltas, combustible y temperatura. El resto se informa con luces. Posee reloj, dos odómetros y luz de color naranja. Además dispone de alarma de olvido de luces y alarma de serie. La columna de dirección es regulable. Por debajo de la consola está el equipo de sonido con frente desmontable, y la opción de incorporar CD. Más abajo, y bastante lejos del alcance del conductor se encuentran el cenicero y el encendedor. Cerca de la palanca de cambios se alojan los controles para los cuatro levantacristales (con temporizador), repitiendo el mismo error de otros VW de origen brasileños, que distraen al conductor cuando debe accionarlos. Los espejos exteriores tienen control eléctrico y el comando del techo solar y corredizo es increíblemente a manija.

## Mecánica
- Ciclo: Otto, 4 tiempos, 4 cilindros en línea, montado transversalmente en la parte delantera del vehículo.
- Bloque de hierro fundido con 5 cojinetes, tapa de cilindro de aluminio, cigüeñal con 5 muñones de cigüeñal , 4 muñones de biela y 8 contrapesos. Pistón tipo flotante con 3 aros, 2 de compresión y uno rasca aceite. Dos válvulas por cilindro, alojadas en la tapa de cilindro y accionadas por el árbol de levas, a través de botadores hidráulico. Árbol de levas alojado en la tapa de cilindros y accionado por una correa dentada.
- Encendido electrónico digital mapeado con sensor del tipo "HALL", transformador y distribuidor.
- Sistema de Inyección Digital tipo EEC-IV, con inyección multipunto para motores 2.0 e inyección monopunto para motores 1.6 y 1.8
- Alimentación de combustible por bomba eléctrica. Filtro de aire tipo seco.
- Catalizador del tipo termoquímico, de cuerpo cerámico revestido con óxido de aluminio e impregnado con paladio/rodio.
- Sistema de lubricación forzada de aceite por bomba de engranajes, accionada mecánicamente. Filtro de aceite de tipo salida total.
- Sistema de enfriamiento por circulación forzada de líquido, por bomba hidráulica con rotor de paletas helicoidales, accionada mecánicamente. Radiador con tuberías y aletas de aluminio, depósito de compensación y electroventilador.
- Dirección hidráulica progresiva, volante absorbente de impacto con columna retráctil, posicionamiento axial ajustable. Mecanismo del tipo piñón y cremallera. Directa, precisa, con asistencia ideal para un auto de estas características.

- La caja es la conocida MQ que Transax produce en Córdoba, con tecnología propia del primer mundo. Su mecanismo es suave y preciso, siendo en su momento la mejor del mercado.
- Un capítulo aparte merece la inyección multipoint de combustible, con sistema digital y comando electrónico de última generación, como las que usan los técnicamente mejor dotados. Con este sistema, de origen alemán, las correcciones en la mezcla se realizan en milésimas de segundos y en cualquier tipo de mezcla. Le proporciona economías, mejor aceleración, elasticidad y arranque sencillo, además de un andar muy sereno.

Las suspensiones son independientes, McPherson adelante, con amortiguadores a das y con un eje autoestabilizante atrás de perfil invertido en "V" y brazos tubulares. 
- Los frenos son con discos en las cuatro ruedas (versión GTi), ventilados adelantes, con doble circuito en diagonal.
- Los cuatro discos se comportan de maravillas a la hora de exigirlos. Sin fatigas, con pedal firme, confiable. A cualquier velocidad y bajo cualquier circunstancia, incluso piso mojado. Aspecto destacable del Pointer GTi.
- Para las versiones 1.6 CLi y 1.8 GLi los frenos delanteros son de disco tipo flotante y trasero de tambor autorregulable.